# Jelizawieta Gilels
Jelizawieta Grigorjewna Gilels (ros. Елизаве́та Григо́рьевна Ги́лельс; ur. 30 września 1919 w Odessie, zm. 13 marca 2008 w Moskwie) – rosyjska skrzypaczka.

## Życiorys
Siostra pianisty Emila Gilelsa. Uczyła się u Piotra Stoliarskiego w szkole żeńskiej w Odessie, następnie studiowała w Konserwatorium Moskiewskim u Abrama Jampolskiego (dyplom 1940). Zdobyła II nagrodę na wszechzwiązkowym konkursie w Leningradzie (1935) i III nagrodę na konkursie im. Eugène’a Ysaÿe’a w Brukseli (1937). Od 1941 roku występowała jako solistka Państwowej Filharmonii w Moskwie. Od 1967 roku wykładała w Konserwatorium Moskiewskim.
Jej mężem był skrzypek Leonid Kogan, z którym często występowała w duecie. Skrzypkiem został także ich syn, Pawieł Kogan. Dokonała licznych nagrań fonograficznych dla wytwórni Miełodija.